# Relaciones Chile-Croacia
Las relaciones Chile–Croacia son las relaciones bilaterales entre Chile y Croacia. Ambas naciones disfrutan de relaciones amistosas, cuya importancia se centra en la historia de la inmigración croata a Chile. Hay aproximadamente una comunidad de más de 400.000 chilenos de ascendencia croata. Ambas naciones son miembros de las Naciones Unidas.

## Historia
El primer contacto entre Chile y Croacia (entonces parte del Imperio austrohúngaro) se remonta a la primera mitad del siglo XIX. En 1846, el Imperio austrohúngaro y Chile intercambiaron cartas de reconocimiento que hicieron de Chile la primera nación latinoamericana en ser reconocida por el Imperio Habsburgo. Entre 1854 y 1956, aproximadamente 60 mil croatas emigraron a Chile.
En 1870 se firmó un Tratado de Amistad, Comercio y Navegación entre el Imperio Austro-Húngaro y Chile. Una legación diplomática del Imperio Austro-Húngaro se abrió en 1903 en Santiago. Ese mismo año, Chile abrió una legación diplomática en Viena. En 1918 después de la Primera Guerra Mundial, el Imperio Austro-Húngaro se disolvió y Croacia pronto se convirtió en parte de Yugoslavia.
En junio de 1991, Croacia declaró su independencia de Yugoslavia. Durante la guerra de independencia de Croacia, el gobierno chileno del dictador Augusto Pinochet contrabandeó armas a Croacia a pesar del embargo de las Naciones Unidas impuesto a Croacia (y todos los territorios de Yugoslavia). El 16 de enero de 1992, Chile reconoció la independencia de Croacia. Tres meses después, el 15 de abril, ambas naciones establecieron oficialmente relaciones diplomáticas, siendo el primer país latinoamericano en hacerlo. En febrero de 1995, Chile abrió una embajada en Zagreb.
Ha habido varias visitas de alto nivel entre líderes de ambas naciones. En 2004, el presidente chileno Ricardo Lagos se convirtió en el primer jefe de Estado chileno en visitar Croacia. En 2005, el presidente croata Stjepan Mesić correspondió a la visita a Chile convirtiéndose en el primer jefe de Estado croata en visitar Chile. En 2013, el primer ministro croata Zoran Milanović realizó una visita a Chile para asistir a la Cumbre América Latina, el Caribe y la Unión Europea en Santiago.
En 2002, Chile firmó un acuerdo de libre comercio con la Unión Europea (que incluye a Croacia a partir de 2013 cuando se unieron a la unión). En 2018, la presidenta croata Kolinda Grabar-Kitarović realizó una visita oficial a Chile y se reunió con el presidente Sebastián Piñera.
En marzo de 2022, Gabriel Boric, de ascendencia croata, se convirtió en Presidente de Chile.

## Visitas de alto nivel

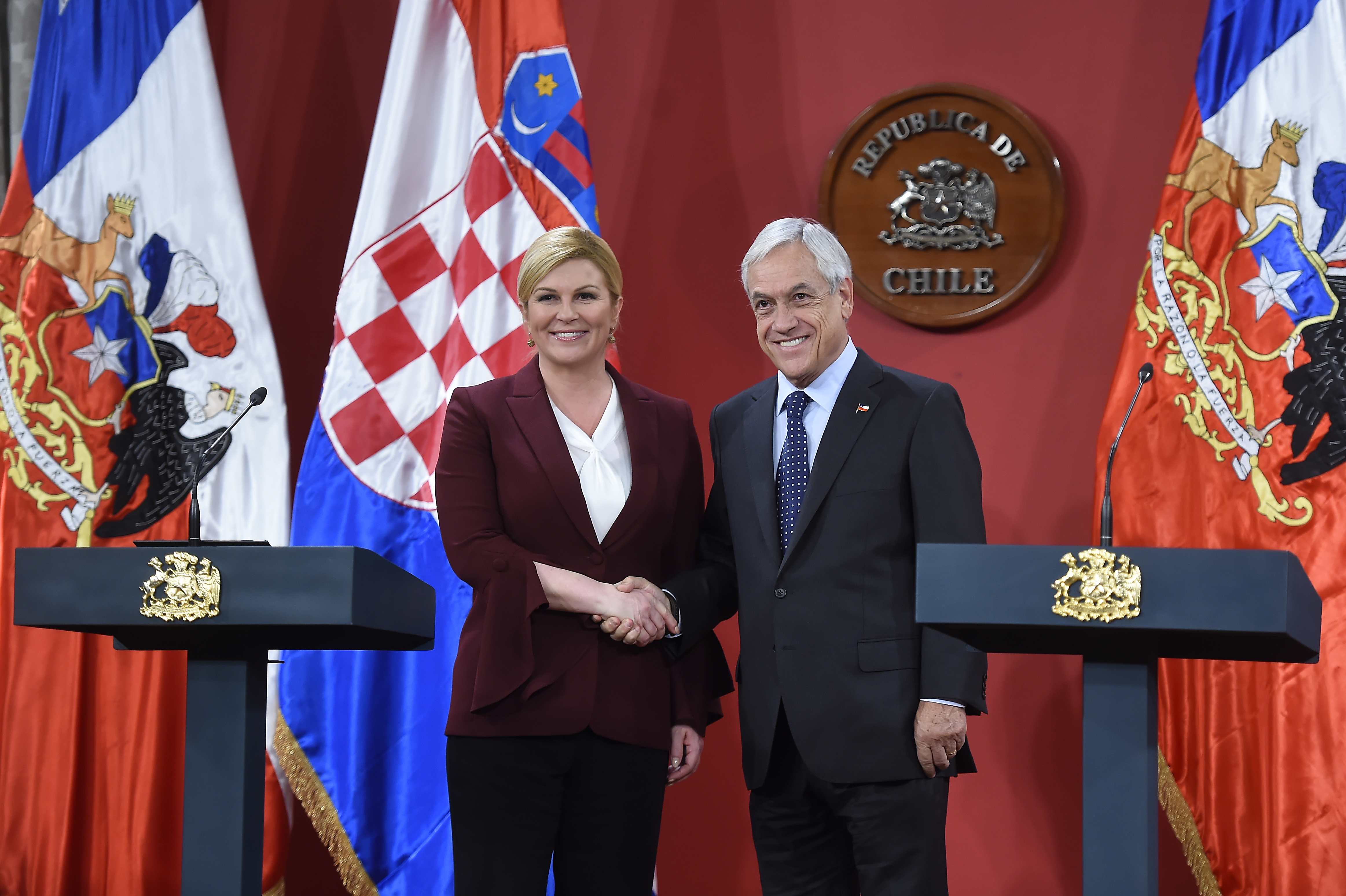
La presidenta de Croacia, Kolinda Grabar-Kitarović, y el presidente de Chile, Sebastián Piñera, en Santiago; 2018.

Visitas de alto nivel de Chile a Croacia'
- Presidente Ricardo Lagos (2004)
- Senador Sergio Romero Pizarro (2006)
- Senador Baldo Prokurica (2006)

Visitas de alto nivel de Croacia a Chile
- Presidente Stjepan Mesić (2005)
- Viceministra de Relaciones Exteriores Ivica Tomic (2006)
- Primer Ministro Zoran Milanović (2013)
- Ministra de Asuntos Exteriores Vesna Pusić (2013, 2014, 2015)
- Presidenta Kolinda Grabar-Kitarović (2018)
- Viceministra de Relaciones Exteriores Zdravka Bušić (2018)
- Presidente Zoran Milanovic (2022).

## Acuerdos bilaterales
Ambas naciones han suscrito varios acuerdos bilaterales como un Acuerdo sobre la eliminación de visas de turista en pasaportes ordinarios (1993); Acuerdo sobre la eliminación de visas en titulares de pasaportes diplomáticos, oficiales y especiales (1995); Acuerdo para la Promoción y Protección de Inversiones (1996); Acuerdo de Cooperación Científica, Técnica y Tecnológica (1997); Acuerdo para Evitar la Doble Imposición y para Prevenir la Evasión Fiscal en Materia de Impuesto a la Renta (2005); Acuerdo sobre Trabajo Remunerado para Familiares a Cargo del Personal Diplomático, Consular, Administrativo y Técnico (2016); y un Memorándum de Entendimiento entre el Ministerio de Cultura de Chile y Croacia sobre Intercambio Cultural y Cooperación (2018).

## Relaciones comerciales
En 2023, el intercambio comercial entre ambos países ascendió a los 5,4 millones de dólares estadounidenses, lo que supuso un -6,5% de crecimiento promedio anual en los últimos cinco años. Los principales productos exportados por Chile fueron ciruelas deshidratadas, jibias y calamares congelados, mientras que Croacia exportó mayoritariamente moldes para vidrio, medicamentos y calzado.

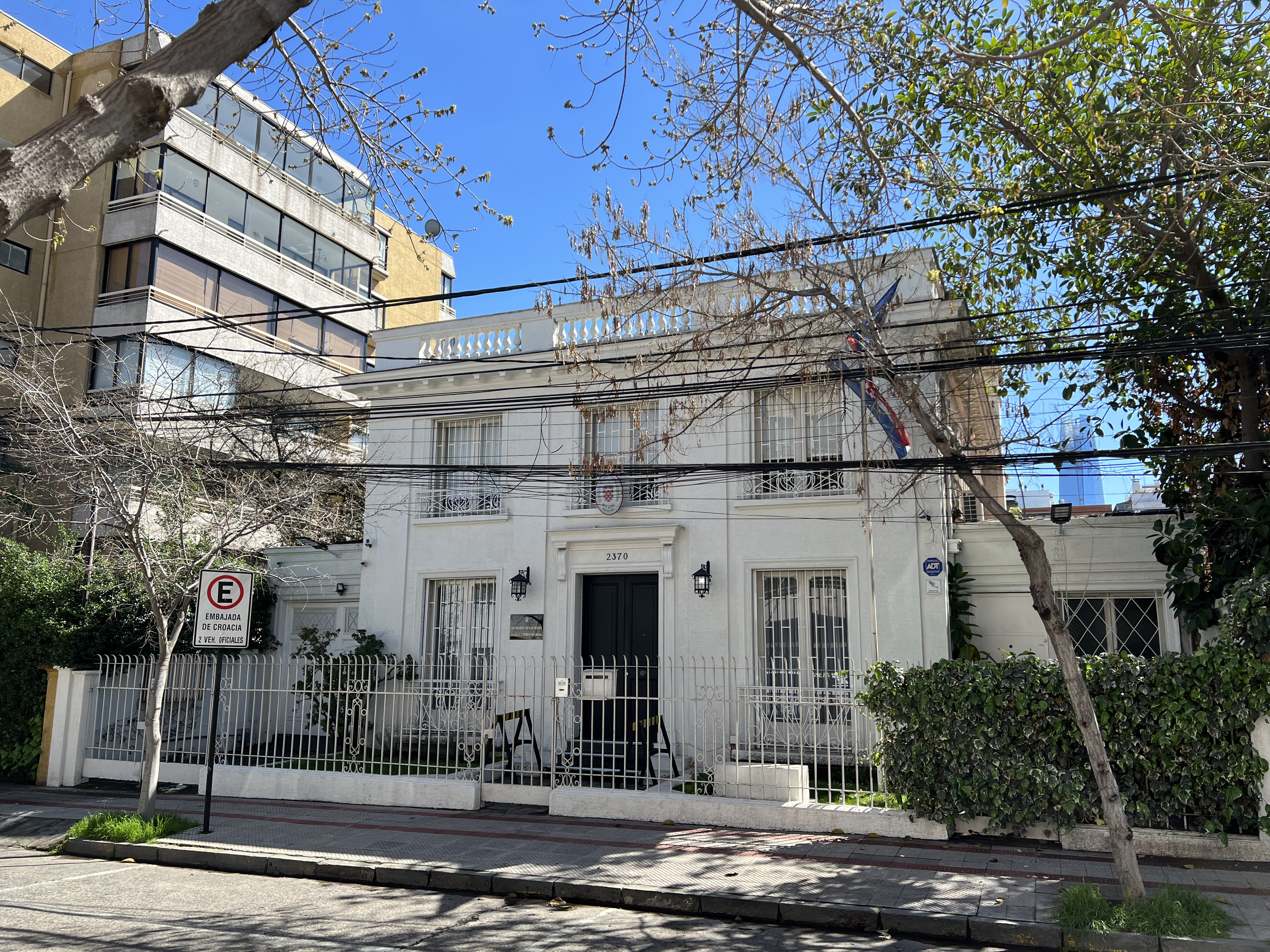
Embajada de Croacia en Santiago de Chile

## Misiones diplomáticas residentes
- Chile tiene una embajada en Zagreb.[12]
- Croacia tiene una embajada en Santiago de Chile.[13]